# Муринтал
Муринта́л (каз. Мұрынтал) — село у складі Баянаульського району Павлодарської області Казахстану. Входить до складу Жанатілецького сільського округу.
Населення — 62 особи (2021; 125 у 2009, 264 у 1999, 366 у 1989).
Національний склад станом на 1989 рік:
- казахи — 100 %